# Pierre Lelong (peintre)
Pour les articles homonymes, voir Pierre Lelong.
Pierre Émile Lelong, né le 24 mars 1908 à Neuilly-sur-Seine et mort le 29 juin 1984 dans le 16e arrondissement de Paris, est un artiste peintre français.

## Biographie
Peintre figuratif, il est membre du comité du Salon Comparaisons.

## Œuvres répertoriées
- Barques dans le port et Le Port bleu, Musée des beaux-arts et d'archéologie de Châlons-en-Champagne.
- Nu Musée d'art moderne de Paris[2]